# Ron Boudrie
Ronald Hermannus Boudrie (Haia, 6 de abril de 1960) é um ex-jogador de voleibol dos Países Baixos que competiu nos Jogos Olímpicos de 1988 e 1992.
Em 1988, ele participou de cinco jogos e o time neerlandês finalizou na quinta colocação na competição olímpica. Quatro anos depois, ele fez parte da equipe neerlandesa que conquistou a medalha de prata no torneio olímpico de 1992, no qual atuou em sete partidas.